# Thalassocyonidae
Thalassocyonidae F. Riedel, 1995 è una famiglia di molluschi gasteropodi della sottoclasse Caenogastropoda.

## Descrizione
Nonostante il genere Thalassocyon (ex Ficidae) e il genere Distorsionella (ex Personidae) appartengano alla stessa famiglia i loro gusci presentano una marcata dissomiglianza. Tuttavia questa situazione ha qualche precedente. Le caratteristiche anotomiche simili riguardano la proboscide che in entrambi i generi è molto lunga e arrotolata quando viene ritratta, e anche il piccolo, irregolare, opercolo nero di Thalassocyonis identico a quello di Distorsionella.
Per quanto riguarda esclusivamente il Thalassocyon, il guscio ha una guglia corta con spalle larghe e vortici prominenti, una base leggermente contratta e un lungo canale anteriore rettilineo con columella liscia, spine periferiche triangolari verticalmente compresse e rivolte verso l'alto, prominenti strie di crescita assiale sotto ciascuna spina periferica, dove i fili sottili a spirale cambiano leggermente direzione, e un periostraco sottile e vellutato.
Le specie vivono nelle profondità abissali al largo del Sudafrica, presso l'Isola Amsterdam Amsterdam Is. (nell'Oceano Indiano meridionale), Australia orientale e Nuova Zelanda settentrionale. In Australia, dal Queensland verso sud alla Tasmania orientale, a 1000-2000 m. di profondità.

## Tassonomia
La famiglia Thalassocyonidae è stata introdotta, originariamente con il nome Thalassocynidae, dallo studioso tedesco Frank Riedel nel 1994 per caratterizzare un ramo primitivo della famiglia Ficoidea Meek, 1864. Successivamente la famiglia è stata dismessa e il genere tipo Thalassocyon riassegnato ad altra famiglia. Nel 2019 a seguito di uno studio sulla filogenesi molecolare della superfamiglia Tonnoidea  sono stati ripristinati tre gruppi familiari (Thalassocyonidae, Cymatiidae e Charoniidae) e il genere Distorsionella dalla famiglia Personidae è stata spostato nei Thalassocyonidae.
La famiglia risulta pertanto composta da due generi:
- Genere Distorsionella Beu, 1978
- Genere Thalassocyon Barnard, 1960